# Storelung
Storelung er Fyns største højmose, som ligger omgivet af landbrugsland, nordøst for Nr. Broby på Midtfyn og har et areal på ca. 27,5 hektar, hvoraf staten ejer 1,3 ha.  Den har været tilgroet og sammenfalden på grund af tørvegravning og afvanding, men har i de seneste år været gennem et omfattende naturplejeprojekt.
Den er præget af tidligere tørvegravninger, og der ses rester af de gamle tørvegrave og dræningskanaler. Bl.a. løber der en nord-sydgående kanal igennem mosen, og mosen omgives desuden af en ringkanal. Storelung har centralt en stor åben moseflade, og tørvelaget har stedvis en tykkelse på op til 3,5 m. 

## Plantelivet
I den vandmættede del af mosen trives tørvemos (herunder blandt andet 7 sphagnummosser). Klokkelyng, hedelyng, tranebær og tuekæruld danner her markante tuer på mosefladen. Sjældne planter som hvid næbfrø, liden-  og rundbladet soldug , majgøgeurt samt rosmarinlyng forekommer og bør ikke plukkes.
Men den åbne moseflade er truet af dunbirk, pil og tagrør, der breder sig fra mosens kant og ind mod midten. På de udtørrede moseflader findes udbredte bevoksninger af græsarten blåtop med islæt af kærsvovlrod.

## Dyreliv
Krattene i mosen er levested for de fleste af de almindelige sangfugle. Rørhøg er iagttaget over mosefladen, som fra tid til anden er rasteplads for større flokke af bramgås.
Storelung huser flere sjældne insekter knyttet til højmosefladens planteliv. Af sommerfugle forekommer moseperlemorsommerfugl, engperlemorsommerfugl og bølleblåfugl sammen med mere almindelige arter som citronsommerfugl, admiral, dagpåfugleøje, skovblåfugl og randøje-arter. I Storelung er mere end 25 forskellige arter natsværmere iagttaget.
Hugorme ses tit i mosen

## Naturbeskyttelse
Mosen har siden 1982 været genstand for naturgenopretning gennemført af det daværende Fyns Amt. Naturstyrelsen har i dag et projekt om vandstandshævning og kratrydning.
Mosen er Natura 2000--område nr. 119 Storelung (habitatområde nr. H 103) og blev  fredet i 1969